# 红白大桥
红白大桥是印度尼西亚马鲁古省安汶市的一座斜拉桥。桥梁位于安汶岛，跨越安汶湾连接南北的安汶城区，桥北端位于Rumah Tiga村，南端位于Galala村。红白大桥是印尼东部地区最长的大桥，也是安汶的地标。
红白大桥于2011年7月17日开始建造，造价为7792亿印尼盾（合5952万美元）。2016年4月4日，印尼总统佐科·维多多为大桥主持启用仪式。
这座桥是为了减少从安汶湾西北的巴蒂穆拉国际机场到安汶湾南面安汶主城区的时间而建。以前，红白大桥尚未完工时，从巴蒂穆拉国际机场到安汶市中心的距离达35公里，从市区开车到机场必须绕过安汶湾，时间长达一小时；大桥修好后，车程缩短到20公里。

## 技术说明
安汶湾是一个窄而深的海湾，将安汶岛分成两个半岛，大的Lei Hitu半岛位于北部，Lei Timur半岛位于南部，安汶岛所在区域是构造地震多发区。红白大桥长1,140米，分为三个部分：Poka村一侧的北桥段跨度520米，Galala村一侧的南桥段跨度320米，主桥段跨长300米。主桥段属箱梁桥，每两个桥墩间的距离为150米。

## 施工阶段
最初，桥梁预估造价4167.5亿印尼盾，预计2014年完工。但是由于天气原因使得建筑材料未能按时交付，工期也被延长。到2015年6月，桥梁完成了90%。2015年12月29日有地震波及安汶，使得工期再次延长，总造价也增长到7792亿印尼盾。2016年4月4日，红白大桥建成并举行启用仪式。

## 大桥的名称
红白大桥以印尼国旗红白旗为名。这个桥梁名称的背后还有另一个意义：1999年至2002年间马鲁古地区发生教派冲突，基督徒一方被称为“红派”，穆斯林一方则被称为“白派”，因此这座桥也被寓意为和平的象征，诠释着团结统一的马鲁古人民。